# Kugelkäfer
Die Kugelkäfer (Sphaeriusidae, früher: Microsporidae) stellen eine Familie der Käfer dar. Von ihnen sind bis jetzt aus der nördlichen Hemisphäre, Madagaskar und Australien 23 Arten in nur einer Gattung, Sphaerius bzw. Microsporus, bekannt, von denen drei Arten, der Ufer-Kugelkäfer (Sphaerius acaroides), S. hispanicus und S. spississimus auch in Europa vorkommen. Als Kugelkäfer werden in der Schädlingsbekämpfungsfachliteratur oft auch der Buckelkäfer (Gibbium psylloides) und der Messingkäfer (Niptus hololeucus) bezeichnet. Diese zählen jedoch zur Familie der Diebskäfer (Ptinidae). Namensähnlichkeit weist z. B. auch der Südliche Efeu-Kugelkäfer (Clithostethus arcuatus) aus der Familie der Marienkäfer (Coccinellidae) auf.

## Merkmale
Die Käfer werden nur 0,5 bis 1,2 Millimeter lang und haben einen sehr kugelig-ovalen Körper. Sie sind schwarz oder dunkelbraun glänzend gefärbt. Ihre Fühler sind kurz und elfgliedrig, ihr Ende ist keulenförmig verdickt. Das große Labrum überdeckt die Mandibeln. Die häutigen Hinterflügel sind je nach Art gut ausgebildet bis reduziert und am Ende gefranst.
Die Larven werden etwa zwei Millimeter lang. Die acht Tracheen der Hinterleibssegmente bilden charakteristische Ausstülpungen.

## Lebensweise
Imagines und Larven leben im Schlamm und Kies im Uferbereich von Bächen und Flüssen. Sie ernähren sich von Algen, wahrscheinlich auch von abgestorbenem Pflanzenmaterial. Unter den Deckflügeln tragen die Imagines einen Luftvorrat. Die Weibchen legen jeweils nur ein einzelnes großes Ei.

## Arten
- Ufer-Kugelkäfer (Sphaerius acaroides)
- Sphaerius africanus
- Sphaerius alticola
- Sphaerius coenensis
- Sphaerius coomani
- Sphaerius cribratus
- Sphaerius favosus
- Sphaerius gustavlohsei
- Sphaerius hispanicus
- Sphaerius humicola
- Sphaerius laeviventris
- Sphaerius madecassus
- Sphaerius politus
- Sphaerius obsoletus
- Sphaerius ovensensis
- Sphaerius papulosus
- Sphaerius perlaevis
- Sphaerius scutellaris
- Sphaerius silvicola
- Sphaerius spississimus
- Sphaerius tesselatus
- Sphaerius texanus
- Sphaerius tropicus